# NGTS-1
Désignations
NGTS-1, aussi connu sous la désignation 2MASS J05305145-3637508, est un système binaire à éclipses constitué d'une étoile naine rouge et d'une planète géante.
Ce système stellaire se situe à environ ∼ 716 a.l. (∼ 220 pc) de la Terre dans la constellation de la Colombe visible dans l'hémisphère sud.

## Étoile
L'étoile du système NGTS-1 est une naine rouge d'un diamètre compris entre 40 % et 70 % de celui du Soleil, avec une masse d'environ 0,6 masse solaire et une température de surface d'environ 3900 K.

## Planète
La planète NGTS-1 b a été découverte par ses transits sur son étoile. Elle fait sa révolution en 2,647298 ± 0,000020 jours terrestres à environ 0,03 ua de son étoile. C'est un Jupiter chaud. 

Sa masse est d'environ 80 % de celle de Jupiter, ce qui en fait la planète la plus massive (connue) transitant une étoile naine rouge.
NGTS-1 b est la première exoplanète découverte grâce au Next-Generation Transit Survey.